# 銀河標準曆
銀河標準曆（Galactic Standard Calendar）是星際大戰的星球大戰傳說(Star Wars Legends)中，銀河系使用的一種阴阳历。

## 時間測定
基於銀河共和國與銀河帝國首都科洛桑自轉與公轉周期及其主要卫星Centax-I公轉周期
科洛桑公轉周期爲1標準年，科洛桑自轉周期爲1標準日
- 1標準分鐘 = 60標準秒
- 1標準小時 = 60標準分鐘
- 1標準日 = 24標準小時
- 1標準週 = 5標準日（分別為: Primeday、Centaxday、Taungsday、Zhellday、Benduday）
- 1標準月 = 7標準週
- 1標準年 = 10標準月（35標準日）+ 新年节（新年第一週，在第一個月份前）+ 生命节（第六、第七個月份之間）+ 群星节（第九、第十個月份之間）+ 3個假日 = 368標準日

在旧共和国時期，至少有二十種银河标准历在被使用，雅文战役前35年，由共和国测量和标准局（Republic Measures & Standards Bureau） 进行了一次“大同步”（Great ReSynchronization），校准和统一了整个共和国内的计时，“大同步”进行的当年就定为元年，之前则加後缀Brs。

## 幕后纪年
一般以雅汶戰役作爲元年。BBY表示雅汶戰役前（Before the Battle of Yavin），而ABY則表示雅汶戰役後（After the Battle of Yavin）。BBY / ABY 也被寫作 BSW4 / ASW4 , 意為 “星球大戰IV之前/後（before/after Star Wars: Episode IV）”  。
BSW4 / ASW4 後缀被用於《A Guide to the Star Wars Universe（第二版·1994）》和《The Essential Guide to Vehicles and Vessels（1996）》中的年表。
而《The Essential Guide to Planets and Moons（1998）》則用 YEARS 表示。
《The Essential Chronology（2000）》中則是第一次使用 BBY / ABY 紀年，隨後被一直沿用。

## 外部連結
- （英文） Wookieepedia上的相关条目：銀河標準曆